# Мајк Цирбес
Мајк Цирбес (Трабен-Трарбах, 29. јануар 1990) немачки је кошаркаш. Игра на позицији центра.

## Клупска каријера
Од 2007. до 2012. године играо је у клубу ТББ Трир. У последњој сезони је имао просечних 10,6 поена и 7,1 скокова. Ипак, пажњу на себе у значајнијој мери скренуо је тек у редовима Брозе Баскетса из Бамберга са којим је у јуну 2012. потписао трогодишњи уговор. Са овим тимом освојио је Бундеслигу Немачке у сезони 2012/13, а такође је по први пут играо и Евролигу у којој је бележио 8,2 поена и пет скокова на 23 сусрета. Следеће сезоне у Евролиги је имао сличан учинак – 8,1 поена и 4,8 скока на 10 утакмица. Добрим играма у Немачкој завредео је и два учешћа на Ол-стар утакмицама Бундеслиге (2012. и 2013). 
У августу 2014. године је потписао уговор са Црвеном звездом. У сезони 2014/15. са црвено-белима осваја три трофеја — Јадранску лигу, Првенство Србије и Куп Радивоја Кораћа. Сезону у АБА лиги је завршио са просечних 8,8 поена и 4,3 скокова по утакмици. Још боље је одиграо Суперлигу Србије са просечних 9,9 поена и 4,2 скокова. Нарочито се истакао у завршници како АБА лиге тако и Суперлиге. Дао је кључна и одлучујућа слободна бацања и против Цедевите у финалу АБА лиге, али и трећој одлучујућој утакмици финала Суперлиге Србије против Партизана. Одмах по завршетку сезоне продужио је уговор са Црвеном звездом на још годину дана.
На почетку сезоне 2015/16. добио је конкуренцију у Софоклису Схорцијанитису. Како је игра грчког ветерана била свакако бледа а и игра Цирбеса све више уливала поверење, Софо је убрзо отпуштен а као замена долази Штимац који постаје резервна опција на позицији центра. Цирбес је читаву сезону АБА лиге одиграо на високом нивоу бележећи просечно 13,2 поена уз 5,9 скокова по утакмици. То је било довољно да буде уврштен у идеалну петорку читаве лиге. Свакако још значајније партије је одиграо у Евролиги где се наметнуо као најдоминантнија фигура на терену. Своје две најбоље утакмице одиграо је против Реала и Химкија у Пиониру када се Звезда борила за евентуални пласман у ТОП 16. У обе утакмице је поред високог процента шута из игре био непогрешив са линије слободних бацања (15 од 15). Пасове Стефана Јовића је користио без грешке и већину поена постизао уз закуцавања. У наставку Евролиге имао је нешто слабији поентерски учинак али је због својих физичких могућности и даље био веома значајан играч у тиму који се изборио за пласман у плеј-оф. Сезону у Евролиги је окончао са просечних 12,4 поена и 6,1 скокова по мечу. Круну ове сезоне али и његовог наступа у Црвеној звезди је ставио опет на линији за слободна бацања. Погодио је кључна 4 бацања у самом финишу одлучујуће утакмице и то на гостујућем паркету којим је Црвена звезда одбранила титулу.
Цирбес је у јуну 2016, заједно са саиграчем из Звезде Квинсијем Милером, потписао двогодишњи уговор са Макабијем из Тел Авива. Ипак у екипи Макабија није успео да понови партије из Звезде, па је израелски клуб одлучио да га у јануару 2017. позајми Бајерн Минхену до краја сезоне 2016/17. Цирбес је у дресу Макабија одиграо 15 утакмица у Евролиги, али је на само две био стартер. Просечно је бележио 8,1 поена и три скока по утакмици. У тој сезони екипа Макабија је играла далеко испод очекивања. После 18 одиграних кола у Евролиги имали су само шест победа и 12 пораза, а клуб је променио три тренера од почетка сезоне. 
Цирбес је у наставку сезоне 2016/17. играјући за Бајерн у немачком првенству просечно бележио 8,3 поена и 3,2 скока по утакмици. У јулу 2017. је договорио раскид сарадње са Макабијем и потписао уговор са Бајерном. Цирбес је у сезони 2017/18. просечно бележио 6,8 поена и 3,3 скока по мечу Бундеслиги, док је у Еврокупу имао просек 5,9 поена и 2,7 скока.
У јулу 2018. године вратио се у Црвену звезду и потписао уговор на годину дана. На старту сезоне био је веома битан играч у освајању Суперкупа АБА лиге. Међутим, током сезоне пружао је променљиве партије. Ипак, тим је бележио сјајне резулате пре свега у АБА лиги и дошао до прве позиције у регуларном делу. У доигравању Мајк је подигао форму и био веома битан шраф у освајању регионалне лиге. Ипак, није био пријављен за Суперлигу Србије 2019. због правила о максималном дозвољеном броју странаца у домаћим такмичењима, те је 3. маја 2019. напустио Звезду и потписао за кинески клуб Гуангси Веиџуанг.
Дана 26. септембра 2019. године потписао је једногодишњи уговор са Цедевитом Олимпијом. Због пандемије корона вируса такмичења у АБА лиги и првенству Словеније су прекинута у марту 2020. године. Цедевита Олимпија је 12. априла 2020. објавила да је споразумно раскинула уговор са Цирбесом. Немачки кошаркаш је дресу Цедевите током сезоне 2019/20. у АБА лиги бележио просечно 5,8 поена и 3,1 скок по утакмици.
Дана 12. јула 2020. Цирбес је потписао за Шабаб ел Ахли из Уједињених Арапских Емирата. Дана 15. септембра 2021. поново се вратио у Црвену звезду. Напустио је Звезду 21. јуна 2022. У августу 2022. прешао је у Бенфику. У септембру 2023. договорио је сарадњу с друголигашким немачким клубом Гладијаторси Трир.

## Репрезентација
За Немачку је наступао у млађим селекцијама на Европском првенству до 18 година 2008, када је имао сјајне бројке. Просечно је постизао 16,5 поена и 8,3 скокова. Играо је и на континенталном шампионату 2010. за кошаркаше до 20 година, када је имао учинак од 11,7 поена и 6,8 скокова.
Играо је за сениорску репрезентацију Немачке на Европском првенству 2013. године. Те године је био замена првом центру Тибору Плајсу. Такође био је део тима 2014. године када је репрезентација Немачке изборила учешће на Европском првенству 2015.

## Успеси

### Клупски
- Брозе Бамберг:
  - Првенство Немачке (1): 2012/13.

- Црвена звезда:
  - Првенство Србије (3): 2014/15, 2015/16, 2021/22.
  - Јадранска лига (4): 2014/15, 2015/16, 2018/19, 2021/22.
  - Суперкуп Јадранске лиге (1): 2018.
  - Куп Радивоја Кораћа (1): 2015.

- Бајерн Минхен:
  - Првенство Немачке (1): 2017/18.
  - Куп Немачке (1): 2018.

### Појединачни
- Најкориснији играч кола Евролиге (1): 2015/16. (1)
- Идеална стартна петорка Јадранске лиге (1): 2015/16.
- Најкориснији играч финала Првенства Србије (1): 2015/16.
- Учесник Ол-стар утакмице Бундеслиге Немачке (2): 2012, 2013.

## Статистика

### Евролига
| Сезона   | Екипа         | ОУ | СУ | МПУ  | ПШ%  | 3П%  | СБ%  | СПУ | АПУ | УПУ | БПУ | ППУ  | ИПУ  |
| -------- | ------------- | -- | -- | ---- | ---- | ---- | ---- | --- | --- | --- | --- | ---- | ---- |
| 2012–13  | Брозе Бамберг | 23 | 23 | 19.7 | .535 | .000 | .786 | 5.0 | .6  | .7  | .4  | 8.2  | 7.7  |
| 2013–14  | Брозе Бамберг | 10 | 9  | 18.8 | .508 | .000 | .652 | 4.8 | .7  | .1  | .2  | 8.1  | 6.7  |
| 2014–15  | Црвена звезда | 24 | 0  | 13.0 | .622 | .000 | .688 | 3.3 | .3  | .5  | .4  | 5.2  | 6.2  |
| 2015–16  | Црвена звезда | 27 | 26 | 25.2 | .604 | .000 | .677 | 6.1 | .7  | .9  | .6  | 12.4 | 14.3 |
| 2016–17  | Макаби        | 15 | 2  | 15.2 | .682 | .000 | .780 | 3.0 | .3  | .3  | .3  | 8.1  | 8.1  |
| Каријера | Каријера      | 84 | 58 | 19.4 | .574 | .000 | .691 | 4.8 | .6  | .4  | .4  | 8.7  | 9.3  |